# Карибски ламантин
Карибският ламантин (Trichechus manatus) е вид бозайник от семейство Ламантини (Trichechidae). Видът е световно застрашен, със статут Уязвим.

## Разпространение и местообитание
Разпространен е в Американските Вирджински острови, Бахамските острови, Белиз, Бонер, Синт Еустациус, Саба, Бразилия, Британските Вирджински острови, Венецуела, Гватемала, Гвиана, Доминиканската република, Кайманови острови, Колумбия, Коста Рика, Куба, Кюрасао, Мексико, Никарагуа, Панама, Пуерто Рико, САЩ, Суринам, Тринидад и Тобаго, Френска Гвиана, Хондурас и Ямайка.